# IV Korpus Wielkiej Armii

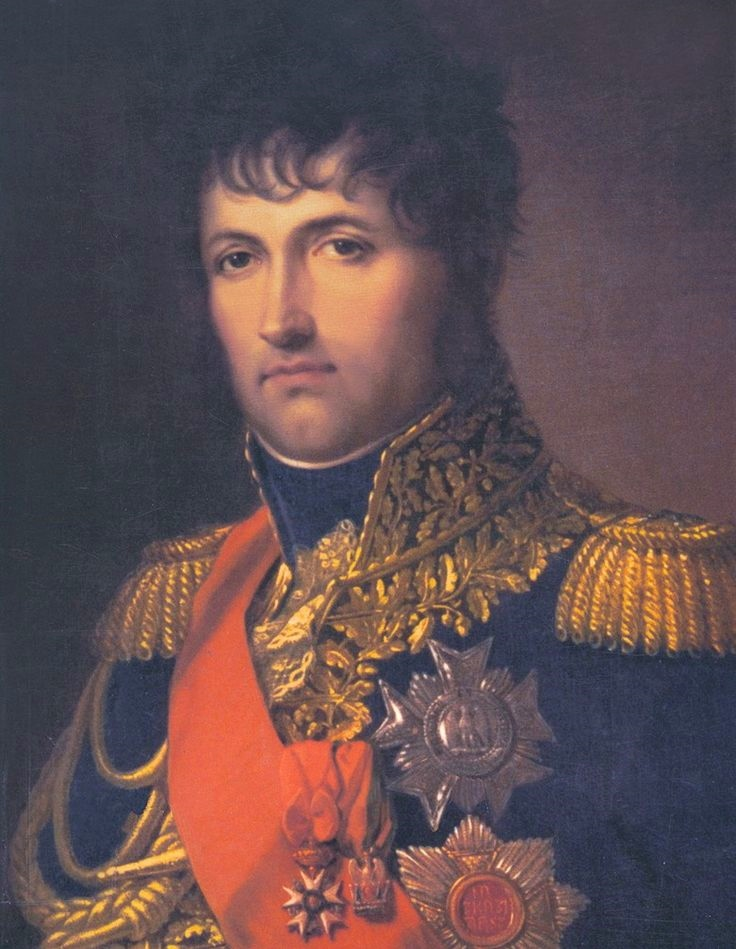
Nicolas Jean de Dieu Soult, dowódca IV Korpusu WA w 1806

IV Korpus Wielkiej Armii – jeden z korpusów Wielkiej Armii I Cesarstwa Francuskiego.

## Skład w bitwie pod Austerlitz 1805
- 1 Dywizja - gen. dyw. Saint Hilaire
- 2 Dywizja - gen. dyw. Vandamme
- 3 Dywizja - gen. dyw. Legrand
- Brygada lekkiej kawalerii - gen. bryg. Margaron
- 3 Dywizja Dragonów - gen. dyw. Beaumont

## Kampania pruska 1806
4 października 1806 Wielka Armia wkroczyła do sprzymierzonej z Prusami Saksonii idąc na północny wschód. Podzielona była na korpusy armijne.
IV Korpus marsz. Nicolasa Soulta i VI Korpus marsz. Michela Neya miały dotrzeć do Plauen. Tempo marszu było imponujące - 25-30 kilometrów dziennie.

## Kampania rosyjska 1807
Skład korpusu w bitwie pod Lidzbarkiem Warmińskim - 10 czerwca 1807 r.
IV Korpus Armii – marszałek Cesarstwa Jean de Dieu Soult Książę Dalmatie
- artyleria korpusu – bateria pozycyjna i konna
- saperzy korpusu: płk. Cabeau – 2 kompanie "of pontoneers"
- kawaleria korpusu:
  - Brygada Kawalerii Lekkiej – płk. Soult
    - 8 Pułk Huzarów (333 ludzi)
    - 16 Pułk Strzelców Konnych (300 ludzi)
    - 26 Pułk Strzelców Konnych (513 ludzi)

1 Dywizja Piechoty – generał dywizji Louis Vincent Saint Hilaire (9.908 ludzi)
- Brygada – generał brygady Jacques Lazare Savattier de Candras
  - 10 Pułk Piechoty Lekkiej (2 bataliony) – płk Pierre Berthezene
  - 14 Pułk Piechoty Liniowej (2 bataliony) – płk Jean-Francois Henriod
- Brygada – generał brygady Claude-Joseph Buget
  - 22 Pułk Piechoty Liniowej (2 bataliony) – płk Claude-Joseph Armand
  - 36 Pułk Piechoty Liniowej (2 bataliony) – płk Pierre-Andre-Hercule Berlier
- Brygada – generał brygady Guillaume Latrille de Lorencez
  - 45 Pułk Piechoty Liniowej (2 bataliony) – płk Jean-Claude Baussin
  - 55 Pułk Piechoty Liniowej (2 bataliony) – płk Rene Perier
- Dywizyjna artylerii
  - bateria piesza (8 dział)
  - bateria piesza (8 dział)

2 Dywizja Piechoty – generał brygady Claude Victor Saint-Cyr (9.275 ludzi)
- Brygada – generał brygady Guillaume-Raymond-Amant Vivies
  - 24 Pułk Piechoty Lekkiej (2 bataliony) – płk Bernard Pourailly
- Brygada – generał brygady François-Pierre-Joseph Amey
  - 4 Pułk Piechoty Liniowej (2 bataliony) – płk Louis-Leger Boyeldieu
  - 28 Pułk Piechoty Liniowej (2 bataliony) – płk Jean-Francois Toussaint
- Brygada – generał brygady Claude-François Ferey
  - 46 Pułk Piechoty Liniowej (2 bataliony) – płk Joseph-Pierre Richard
  - 57 Pułk Piechoty Liniowej (2 bataliony) 'The Terrible' (Straszny) – płk Jean-Pierre-Antoine Rey
- Dywizyjna artylerii
  - bateria piesza (8 dział)
  - bateria piesza (8 dział)

3 Dywizja Piechoty – generał dywizji Legrand (8.964 ludzi)
- Brygada – generał brygady Ledru
  - 26 Pułk Piechoty Lekkiej (2 bataliony) – płk Francois-Rene Pouget
  - 18 Pułk Piechoty Liniowej (2 bataliony) – płk Jean-Baptiste-Ambroise Ravier
- Brygada – generał brygady Thomas Mignot de Lamartiniere
  - 75 Pułk Piechoty Liniowej (2 bataliony) – płk Charles-Joseph Buquet
  - 105 Pułk Piechoty Liniowej (2 bataliony) – płk Pierre-Joseph Habert
- Brygada – generał brygady Pierre-Charles Pouzet (979 ludzi)
  - Korsykański Pułk Tyralierów [1 batalion]
  - Włoski Pułk Tyralierów [1 batalion]
- Dywizyjna artyleria
  - bateria piesza (8 dział)
  - bateria piesza (8 dział)

## Wojna z Rosją 1812

Gen. Eugeniusz de Beauharnais, dowódca IV Korpusu Wielkiej Armii
w 1812

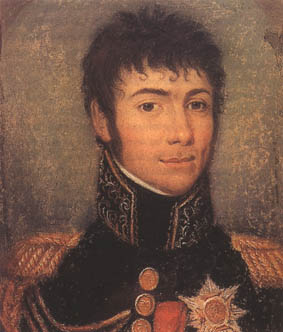
Gen. Henri Gatien Bertrand, dowódca IV Korpusu Wielkiej Armii
w 1813

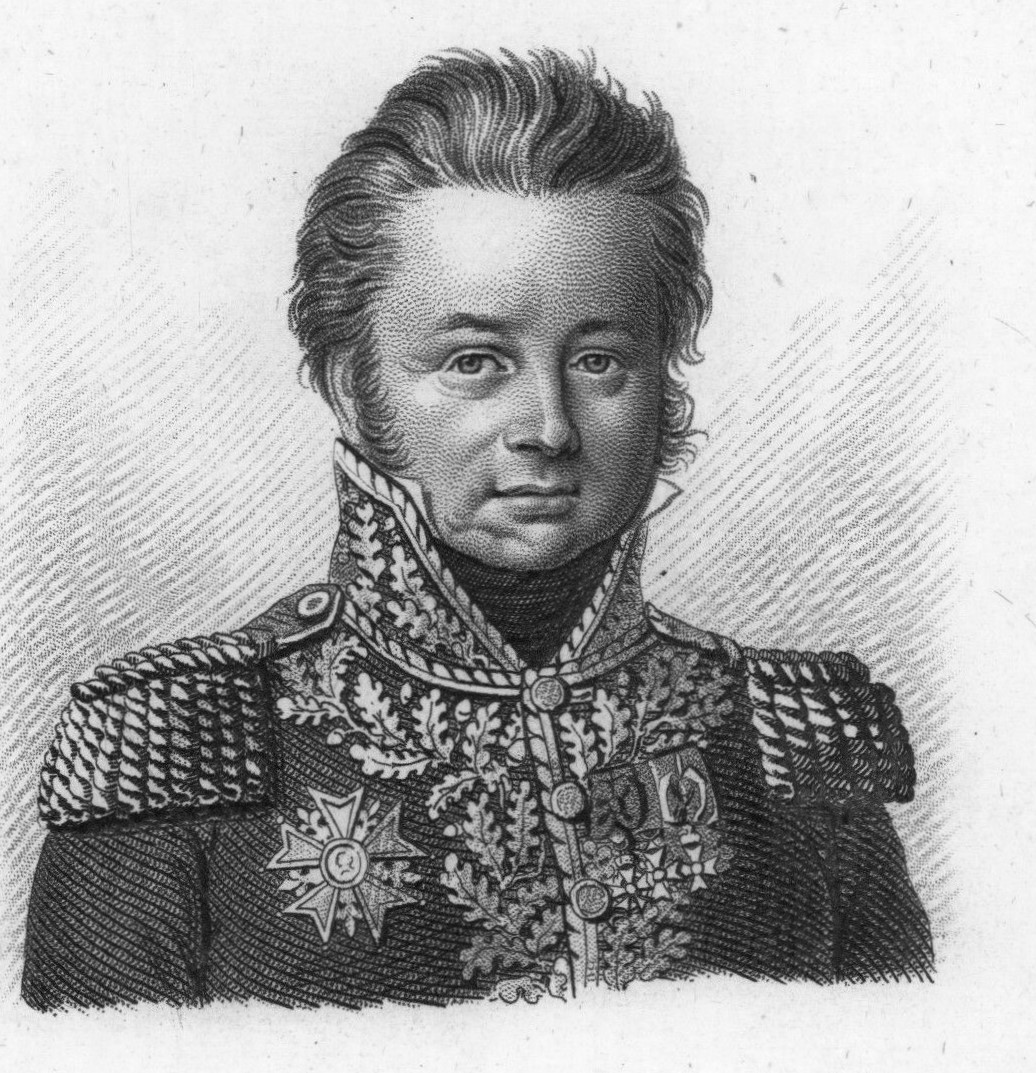
Gen. Charles Antoine Morand, dowódca 12 Dywizji w 1813

- dowódca: wicekról Włoch Eugeniusz de Beauharnais
- szef sztabu: generał Henri Charpentier

Skład:
- Gwardia królewska - gen. Teodor Lecchi
  - brygada gwardii pieszej
    - piesza gwardia królewska
    - welici królewscy
    - włoski pułk starej gwardii
    - włoski pułk młodej gwardii

  - brygada kawalerii
    - 1 gwardyjski pułk dragonów (włoski)
    - 2 gwardyjski pułk dragonów (włoski)
    - konna gwardia honorowa

  - 1 i 2 kompania 2 pułku artylerii konnej (dalej part.kon.)

13 Dywizja Piechoty - gen. Aleksy Delzons
- 1 brygada - gen. Huard
  - 8 pułk piechoty lekkiej (dalej ppl)
  - 84 pułk piechoty liniowej (dalej pp)
  - 1 pp chorwackiej
- 2 brygada - gen. Roussel
  - 92 pp
  - 106 pp
- Artyleria - ppłk Demay
  - 9 kompania 2 pułku artylerii pieszej (dalej part.p.)
  - 2 kompania 4 part.kon.

14 Dywizja Piechoty - gen. Jean Broussier
- 1 brygada - gen. de Sivray
  - 8 ppl
  - 9 pp
- 2 brygada - gen. Breissand
  - 1 i 4 batalion hiszpańskiego pp Józef Napoleon
  - 35 pp
- 3 brygada - gen. Pastol
  - 53 pp
- Artyleria - ppłk Hermann
  - 7 kompania 2 part.p
  - 3 kompania 4 part.kon.

15 Dywizja Piechoty - gen. Dominique Pino
- 1 brygada - gen. Fontana
  - 1 włoski ppl
  - 2 włoski ppl
- 2 brygada - gen. Guillaume
  - 3 włoski ppl
  - pułk dalmacki
- 3 brygada - gen. Jan Dembowski
  - 3 włoski pp
- Artyleria - płk Millo
  - 14 kompania 1 part.p
  - 3 kompania 1 part.kon.

Kawaleria korpusu - gen. Fillip Ornano
- 12 Brygada Lekkiej Kawalerii (francuska)- gen. Guyon
  - 9 pułk strzelców konnych - płk Saint-Suzanne
  - 19 pułk strzelców konnych - płk Vincent
- 13 Brygada Lekkiej Kawalerii (włoska) - gen. Giovanni Villata
  - 2 pułk strzelców konnych - płk Antonio Banco (zginął pod Wiazmą 3 listopada 1812)
  - 3 pułk strzelców konnych - płk Rambourg (potem płk Antonio Giovanni Gasparinetti)

Rezerwa artylerii - płk Montegnet
- 5 i 12 kompania 3 part.p
- 2 i 7 włoska bateria artylerii pieszej

Park artylerii - płk Fiereck
8, 10 i 20 kompania 2 part.p.
Razem: 46 000 ludzi i 116 armat

## Skład w sierpniu 1813
Kwatera główna IV Korpusu mieściła się w Sprottau (pol. Szprotawa)
- dowódca - gen. dyw. hr. Henri Gatien Bertrand (1773–1844)
- szef sztabu - gen. bryg. Marie Joseph Delort (1773–1846)
- dowódca artylerii - gen. dyw. Albert Louis Valentin Taviel(1761–1831)
- dowódca saperów - płk Isoard

- 12 Dywizja - gen. Charles Antoine Morand (1771–1835)
- 1 Brygada - gen. Antoine Alexandre Julienne de Belair
  - 8 Pułk Piechoty Lekkiej - płk Gnayard
- 2 Brygada - gen. Jean François Toussaint
  - 13 Pułk Piechoty Liniowej - płk Jean Guillaume Lucas
- 3 Brygada - gen. Étienne Hulot (1774–1850)
  - 23 Pułk Piechoty Liniowej - płk Joseph Latour (1765–1833)

- 15 Dywizja włoska - gen. dyw. Achille Fontanelli
- 1 Brygada - gen. Martel
  - 1 Włoski Pułk Piechoty Liniowej - mjr Ferriroli
  - 4 Włoski Pułk Piechoty Liniowej - płk Ceccopieri
- 2 Brygada - gen. Saint-Andrea
  - 1 Włoski Pułk Piechoty Lekkiej - płk Moretti
  - 6 Włoski Pułk Piechoty Liniowej - mjr Ferri
- 3 Brygada - gen. Moroni
  - 1 batalion gwardii mediolańskiej - dowódca Varesi

- 38 Dywizja Wirtemberska - gen. dyw. Friedrich von Franquemont; z-ca gen. dyw. de Kock
- 1 Brygada - gen. L.F. de Stockmayer
  - 9 Wirtemberski Pułk Piechoty Lekkiej - płk Landenberg
  - 10 Wirtemberski Pułk Piechoty Lekkiej - dow. de Begnigol
  - 7 Wirtemberski Pułk Piechoty Liniowej - mjr de Begnignol
- 2 Brygada - gen. de Spitzenberg
  - 1 Wirtemberski Pułk Piechoty Liniowej - płk Biberstein
  - 2 Wirtemberski Pułk Piechoty Liniowej - płk Baur
  - Bateria artylerii liniowej wirtemberskiej

- Brygada Lekkiej Kawalerii - gen. André Louis Elisabeth Marie Briche; z-ca gen. de Jelt
  - 1 Pułk Szwoleżerów Wirtemberskich - płk de Bismark
  - 2 Pułk Szwoleżerów Wirtemberskich - płk de Gaiseberg
  - Bateria artylerii Lekkiej wirtemberskiej
  - Rezerwa i tabor korpusu - trzy baterie piesze, jedna bateria konna, dwie kompanie saperów francuskich, kompania saperów włoskich, oddział marynarzy włoskich, oddziały wozów artyleryjskich, saperskich i ekwipunku.